# Louis-Eugène Faucher

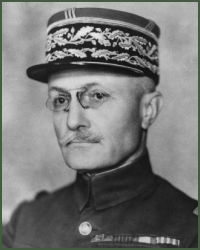
General Louis-Eugène Faucher

Louis-Eugène Faucher (* 8. Oktober 1874 in Saivres; † 30. März 1964 in Saint-Maixent-l’École) war ein  französischer General. Er war von 1926 bis 1938 französischer Militärattaché und Kommandant der französischen Militärmission in der Tschechoslowakei.

## Werke
- La defence nationale tchecoslovaque (1918–1938). Armee politique francaise et etrangere 14, 1939.